# Þorsteinn Pálsson
Pour les articles homonymes, voir Pálsson.
Þorsteinn Pálsson, né le 29 octobre 1947 à Selfoss (Islande), est un homme politique islandais qui est Premier ministre de la république d'Islande du 8 juillet 1987 au 28 septembre 1988.